# Josef Loutocký
Josef Loutocký (31. března 1868, Hnojice – 7. ledna 1931, Olomouc) byl český reformní pedagog a spisovatel.
Absolvoval české gymnázium v Olomouci a učitelský ústav v Příboře, poté působil jako učitel na obecných školách v Nákle (1887–1891), Laškově (1891–1895), Želechovicích (1895–1910) a v Troubelicích (1910–1926), kterou pomáhal založit a jejímž se stal ředitelem. Byl také okresním školním inspektorem a od roku 1927 žil na penzi v Olomouci.
Působil v různých učitelských organizacích a v Národní jednotě pro východní Moravu, byl též jedním z prvních propagátorů české turistiky na severní Moravě, např. v letech 1922–1924 byl předsedou jesenické župy KČST. Podporoval zakládání českých škol v obcích s převahou Němců, v roce 1918 dokonce přebíral do československé správy převážně německé město Uničov. Některé jeho učebnice se používaly na nižších školách v celé první Československé republice, napsal také několik divadelních her pro děti. Jeho literární práce celkově usilovala o reformu elementárního učení, zvláště počtů a čtení.

## Výběr z díla
- Seznam děl v Souborném katalogu ČR, jejichž autorem nebo tématem je Josef Loutocký
- Školní mapa železniční na Moravě a ve Slezsku (1902)
- Cestovní mapa železniční pro země koruny České (1903)
- Počty maličkých (1903, 1903, 1909, 1920)
- Volná příprava na čtení (1908)
- Počítání v oboru sta (1909)
- První měsíc ve škole (1910, 1911, 1921)
- Ječmínek, král hroudy (1923)
- Počty školou myšlení (1928)
- Kašpárek ve službě u svatého Mikuláše (1929)